# Vleteren
Vleteren est une commune néerlandophone de Belgique située en Région flamande dans la province de Flandre-Occidentale.

## Géographie
La commune de Vleteren est composée de trois entités, les villages de Westvleteren, Oostvleteren et Woesten, et est traversée du sud au nord par le Vleterbeek, ruisseau qui se jette dans l'Yser à Elzendamme.

### Carte

Vleteren, sections et communes voisines. Les zones en jaune représentent les agglomérations.

### Sections de la commune
| # | Section           | Superf. (km2) | Habitants (2020) | Habitants par km2 | Code INS |
| - | ----------------- | ------------- | ---------------- | ----------------- | -------- |
| 1 | Oostvleteren (II) | 14,12         | 1.199            | 85                | 33041A   |
| 2 | Westvleteren (I)  | 18,13         | 1.156            | 64                | 33041B   |
| 3 | Woesten (III)     | 6,33          | 1.298            | 205               | 33041C   |

### Localités
Elzendamme

### Communes limitrophes
- a. Poperinge (commune de Poperinge)
- b. Krombeke  (commune de Poperinge)
- c. Stavele (commune d'Alveringem)
- d. Hoogstade (commune d'Alveringem)
- e. Pollinkhove (commune de Lo-Reninge)
- f. Reninge (commune de Lo-Reninge)
- g. Elverdinge (commune d'Ypres)

## Héraldique
|  | La commune possède des armoiries qui lui ont été octroyées le 19 mars 1987. Ce sont celles de l'ancienne municipalité d'Oostvleteren. Ces dernières avaient été octroyées le 31 octobre 1961. Ce sont celles de la famille De Heere, derniers seigneurs d'Oostvleteren au XVIIIe siècle. Blasonnement : De gueules à une barre transversale en croix alternativement inclinée, accompagnée de trois étoiles à six branches identiques. Le bouclier surmonté d'un casque d'argent, de treillis, d'un collier et bordé d'or, doublé et cousu de glaçure, de boucles et de couvertures d'or et de gueules. Enseigne de casque: un griffon sortant en or, griffé et avec la langue de gueules. (Traduction libre) Source du blasonnement : Heraldy of the World. |

## Démographie
La population est partagée uniformément dans les trois entités. Ce chiffre est stable sur les trois dernières décennies.

### Évolution démographique
- Source: DGS , de 1831 à 1981=recensements population; à partir de 1990 = nombre d'habitants chaque 1er janvier[4]